# Giselda Volodi
Giselda Volodi, pseudonimo di Giselda Mazzantini (Tangeri, 28 settembre 1959), è un'attrice, drammaturga e regista teatrale italiana.

## Biografia
È figlia dello scrittore romano Carlo Mazzantini e della pittrice irlandese Anne Donnelly, e sorella maggiore della scrittrice Margaret Mazzantini.
Si diploma come attrice allo Studio Fersen – Scuola Internazionale dell'Attore, approfondisce gli studi con maestri internazionali tra cui Sergej Isaev e Jurij Al'šic del GITIS di Mosca, Peter Clough e Kenneth Rea della Guildhall School of Music and Drama di Londra, Eugenio Barba.
Debutta al cinema nel 1991 in Hudson Hawk - Il mago del furto. Nel 1999 recita in Pane e tulipani di Silvio Soldini che la sceglie anche nel 2004 per il ruolo di Maria Libera in Agata e la tempesta, che le vale la candidatura ai David di Donatello come migliore attrice non protagonista. Lo stesso anno recita in Ocean's Twelve di Steven Soderbergh e in Le conseguenze dell'amore del premio Oscar Paolo Sorrentino con Toni Servillo, accanto al quale sarà coprotagonista nel 2012 in È stato il figlio di Daniele Ciprì in concorso al Festival del Cinema di Venezia. Recita tra gli altri anche con Spike Lee, Matteo Garrone, Wes Anderson, Liliana Cavani e Roberto Faenza.
Raggiunge la grande notorietà di pubblico con il ruolo della professoressa Boschi (la Wally) nelle tre stagioni della miniserie Rai L'allieva, tra il 2016 e il 2020. Nel 2024 sempre per la Rai è Vilma nella serie La Storia, dal romanzo di Elsa Morante, per la regia di Francesca Archibugi.

## Filmografia

### Cinema
- Hudson Hawk - Il mago del furto (Hudson Hawk), regia di Michael Lehmann (1991)
- Verso sud, regia di Pasquale Pozzessere (1992)
- Agosto, regia di Massimo Spano (1994)
- Mario e il mago, regia di Klaus Maria Brandauer (1994)
- Mi fai un favore, regia di Giancarlo Scarchilli (1996)
- Qualcosa in cui credere, regia di John Hough (1996)
- Viol@, regia di Donatella Maiorca (1998)
- I fobici, regia di Giancarlo Scarchilli (1999)
- Pane e tulipani, regia di Silvio Soldini (2000)
- Sognando l'Africa, regia di Hugh Hudson (2000)
- Ocean's Twelve, regia di Steven Soderbergh (2004)
- Agata e la tempesta, regia di Silvio Soldini (2004)
- Le conseguenze dell'amore, regia di Paolo Sorrentino (2004)
- Mai + come prima, regia di Giacomo Campiotti (2005)
- Passo a due, regia di Andrea Barzini (2006)
- Viaggio segreto, regia di Roberto Andò (2006)
- I Viceré, regia di Roberto Faenza (2007)
- Sonetàula, regia di Salvatore Mereu (2008)
- Miracolo a Sant'Anna (Miracle at St. Anna), regia di Spike Lee (2008)
- Ce n'è per tutti, regia di Luciano Melchionna (2009)
- L'imbroglio nel lenzuolo, regia di Alfonso Arau (2009)
- Viola di mare, regia di Donatella Maiorca (2009)
- Sotto il vestito niente - L'ultima sfilata, regia di Carlo Vanzina (2011)
- È stato il figlio, regia di Daniele Ciprì (2012)
- Il comandante e la cicogna, regia di  Silvio Soldini (2012)
- Grand Budapest Hotel, regia di  Wes Anderson (2014)
- Un boss in salotto, regia di Luca Miniero (2014)
- Banana, regia di Andrea Jublin (2014)
- Il racconto dei racconti - Tale of Tales, regia di Matteo Garrone (2015)
- The Young Messiah, regia di Cyrus Nowrasteh (2016)
- L'età d'oro, regia di Emanuele Piovano (2016)
- Cristian e Palletta contro tutti, regia di Antonio Manzini (2016)
- Moglie e marito, regia di Simone Godano (2017)
- La notte è piccola per noi, regia di Gianfrancesco Lazotti (2019)
- The Book of Vision, regia di Carlo S. Hintermann (2020)
- Lo sposo indeciso che non poteva o forse non voleva più uscire dal bagno, regia di Giorgio Amato (2023)
- Diamanti, regia di Ferzan Özpetek (2024)

### Televisione
- Linda e il brigadiere, La morale della formica, regia di Gianfrancesco Lazotti (1996)
- La parola ai giurati, Il Caso Vulcano, regia di Antonello Grimaldi (1996)
- La storia siamo noi, regia di Pasquale Pozzessere (1997)
- Distretto di Polizia (seconda stagione, un episodio) regia di Antonello Grimaldi (2001)
- La terra di ritorno, regia di Jerry Ciccoritti (2003)
- La terra del ritorno (2004) - Miniserie TV, regia di Jerry Ciccoritti
- 48 ore, regia di Eros Puglielli (2005)
- De Gasperi - L'uomo della speranza (2005), regia di Liliana Cavani
- Medicina generale, regia di Luca Ribuoli (2007)
- Einstein, regia di Liliana Cavani, episodio 2 (2008)
- I diari del Novecento, film documentario di Stefano Grossi (2010)
- Altri tempi, regia di Marco Turco (2012)
- Le mani dentro la città, regia di Alessandro Angelini (2013)
- Il giudice meschino, regia di Carlo Carlei (2014)
- Francesco, regia di Liliana Cavani (2014)
- L'allieva (2016-2020) - Miniserie TV
- Rocco Schiavone, regia di Michele Soavi - Serie TV, episodio 1x02 (2016)
- Non uccidere, regia di Claudio Noce - Serie TV, episodio 2x12 (2017)
- Solo - seconda stagione, regia di Stefano Mordini - Serie TV (2018)
- La Storia, regia di Francesca Archibugi - Serie TV (2024)
- Antonia, regia di Chiara Malta - Serie TV (2024)
- Those About to Die, regia di Roland Emmerich e Marco Kreuzpaintner – Miniserie TV, puntate 1-5 (2024)

## Teatro
- Ricorda con rabbia, regia di Diego Roberto Pesaola (1992-1994)
- Après moi le déluge, regia di Alessandro Mengali (1993-1994)
- I Carabinieri, di Beniamino Joppolo, regia di Ninni Bruschetta (1995)
- Allucinazioni da psicofarmaci, regia di Dario D'Ambrosi (1998)
- Orlando, ovvero la giostra delle illusioni, regia di Salvo Piro (1998)
- Anche i pesci balleranno, regia di Paolo De Falco (1998-1999)
- La passeggiata, regia di Leone Monteduro (1999-2000)
- Vuoi essere soltanto, regia di Leone Monteduro (2001-2002)
- Metaferein, trasportare oltre, regia di Leone Monteduro (2003-2005)
- Il castello interiore (installazione video), regia di Leone Monteduro (2004)
- La ruggine e l'oro, di Gioia Costa, regia di Giselda Volodi (2006-2011)
- Come lo zucchero durante la rivoluzione, testo, regia e interpretazione di Giselda Volodi (2006-2019)